# مايك فانينج
مايك فانينج (بالإنجليزية: Mike Fanning) هو لاعب كرة قدم أمريكية أمريكي، ولد في 2 فبراير 1953 في ماونت كليمنس في الولايات المتحدة.

## وصلات خارجية
- مايك فانينج على موقع مرجع كرة القدم المحترفة.كوم (الإنجليزية)